# جمعیت مراکز شهرستان‌های استان آذربایجان شرقی
جمعیت مراکز شهرستان‌های استان آذربایجان شرقی برپایهٔ سرشماری عمومی نفوس و مسکن سال ۱۳۸۵ خورشیدی:
| ردیف | نام شهر   | شهرستان   | جمعیت     |
| ---- | --------- | --------- | --------- |
| ۱    | تبریز     | تبریز     | ۱٬۳۷۸٬۹۳۵ |
| ۲    | مراغه     | مراغه     | ۱۴۶٬۴۰۵   |
| ۳    | مرند      | مرند      | ۱۱۴٬۱۶۵   |
| ۴    | میانه     | میانه     | ۸۷٬۳۸۵    |
| ۵    | اهر       | اهر       | ۸۵٬۷۸۲    |
| ۶    | بناب      | بناب      | ۷۵٬۳۳۲    |
| ۷    | سراب      | سراب      | ۴۲٬۰۵۷    |
| ۸    | آذرشهر    | آذرشهر    | ۳۶٬۴۷۵    |
| ۹    | عجب‌شیر    | عجب‌شیر    | ۲۶٬۲۳۵    |
| ۱۰   | ملکان     | ملکان     | ۲۳٬۹۸۹    |
| ۱۱   | هشترود    | هشترود    | ۱۸٬۴۱۳    |
| ۱۲   | بستان‌آباد | بستان‌آباد | ۱۶٬۵۹۲    |
| ۱۳   | اسکو      | اسکو      | ۱۶٬۱۴۰    |
| ۱۴   | شبستر     | شبستر     | ۱۳٬۸۵۷    |
| ۱۵   | هریس      | هریس      | ۹٬۵۱۳     |
| ۱۶   | کلیبر     | کلیبر     | ۹٬۰۳۰     |
| ۱۷   | جلفا      | جلفا      | ۴٬۹۸۳     |
| ۱۸   | قره‌آغاج   | چاراویماق | ۴٬۱۵۷     |
| ۱۹   | ورزقان    | ورزقان    | ۳٬۵۴۹     |
| ۲۰   | خمارلو    | خداآفرین  | ۱٬۲۲۲     |